# NGC 2757
NGC 2757 је двојна звезда у сазвежђу Хидра која се налази на NGC листи објеката дубоког неба.
Деклинација објекта је - 19° 2' 5" а ректасцензија 9h 5m 23,4s. Привидна величина (магнитуда) објекта NGC 2757 износи 12,4. NGC 2757 је још познат и под ознакама ESO 564-**18.